# Paradentobunus aureomaculatus
Paradentobunus aureomaculatus is een hooiwagen uit de familie Sclerosomatidae.